# Hydrovatus lintrarius
Hydrovatus lintrarius är en skalbaggsart som beskrevs av Guignot 1958. Hydrovatus lintrarius ingår i släktet Hydrovatus och familjen dykare. Inga underarter finns listade i Catalogue of Life.